# 合罕别
合罕别（?—1377年），又作合里罕、贾伊迪丁·汗·伯格、卡根伯格汗，金帳汗國君主（1375年—1377年在位），是昔班的后裔。
合罕别的高祖父哲齐不花，是昔班的孙子，曾祖父巴答忽儿，祖父孟古帖木儿，父亲额尔班。合罕别的父亲是爱别汗，爱别汗从哈只·彻尔客思手中夺得萨莱，合罕别和马麦拥立的大汗马哈麻·不剌和白帐汗国的兀鲁斯汗争位。1375年，合罕别占据萨莱，成为金帳汗國大汗。回历776年，兀鲁斯汗从合罕别手中夺得萨莱，开始铸币。一直到回历779年，都有兀鲁斯汗的铸币。合罕别和阿剌卜沙在伏尔加河争雄。1377年合罕别死去。
| 前任： 马哈麻·不剌 | 金帐汗国君主 1376年—1377年 | 繼任： 阿剌卜沙 |